# ماکواری، قلمرو پایتختی استرالیا
ماکواری (به انگلیسی: Macquarie) یک حومه شهر در استرالیا است که در قلمرو پایتختی استرالیا واقع شده‌است.